# Elatostema pseudobrachyodontum
Elatostema pseudobrachyodontum är en nässelväxtart som beskrevs av Wen Tsai Wang. Elatostema pseudobrachyodontum ingår i släktet Elatostema och familjen nässelväxter. Inga underarter finns listade i Catalogue of Life.